# Víctor Mora
Víctor José Luces Mora (Barcelona, 22 dicembre 1951 – giugno 2016) è stato un cestista venezuelano.

## Carriera
Con il Venezuela ha disputato i Giochi panamericani di Città del Messico 1975.